# خانه احمد حاجی حسین
خانه احمد حاجی حسین مربوط به اواخر دوره قاجار است و در اردکان، خیابان امام خمینی، ضلع جنوب آب انبار ملا واقع شده و این اثر در تاریخ ۱۶ شهریور ۱۳۸۳ با شمارهٔ ثبت ۱۱۱۱۲ به‌عنوان یکی از آثار ملی ایران به ثبت رسیده‌است.